# Mandalay Entertainment
Mandalay Entertainment è un'azienda specializzata in produzione cinematografica (Mandalay Pictures), televisione (Mandalay Television) e sport (Mandalay Sports Entertainment). È stata fondata nel 1995 da Peter Guber, il quale è anche a capo della Sony Pictures Entertainment e della The Guber-Peters Company.

## Divisioni
- Mandalay Pictures (include Mandalay Independent Pictures e Mandalay Vision) è uno studio di produzione cinematografica. La maggior parte dei film dello studio è prodotta da Mandalay in collaborazione con Sony Pictures, Universal Studios e Paramount Pictures (il più noto è probabilmente So cosa hai fatto).
- Mandalay Television produce serie televisive. Originariamente aveva un contratto con Sony Pictures e, in base a tale accordo, lo studio ha prodotto spettacoli e film con Columbia Pictures Television e TriStar Television.[1][2]
- Mandalay Sports Entertainment (MSE) era una società che possedeva ed era responsabile della gestione di diverse squadre di baseball di secondo livello attraverso la sua sussidiaria, ormai chiusa, Mandalay Baseball.

## Logo animato
Comincia su sfondo nero. Appaiono delle luci e compare la giungla di Mandalay, in Myanmar. L'inquadratura scende verso il basso. Emerge una tigre che si avvicina pian piano. Compare un quadrato su sfondo nero. L'immagine diventa disegnata. La scritta "Mandalay", in corsivo, appare in alto e un'altra scritta in basso. Dal 1996 al 1999 appariva la parola "entertainment"; dal 2000 al [2008 appariva la parola "pictures", inizialmente con un sottotitolo "A Lions Gate Company". A partire dal 2008 e fino al 2010 appariva la scritta incolonnata "independent pictures"; ora appare la parola "vision". Inoltre la tigre è in bianco e nero.
Si sentono suoni della giungla seguiti da una fanfara ebraica composta da piccoli bongos, flauti, tromboni e tamburi e un coro. C'è un tonfo quando la tigre atterra sul suolo della giungla, uno scintillio quando l'immagine passa da live-action a disegno. Si finisce con un breve pezzo orchestrale.